# 重内駅

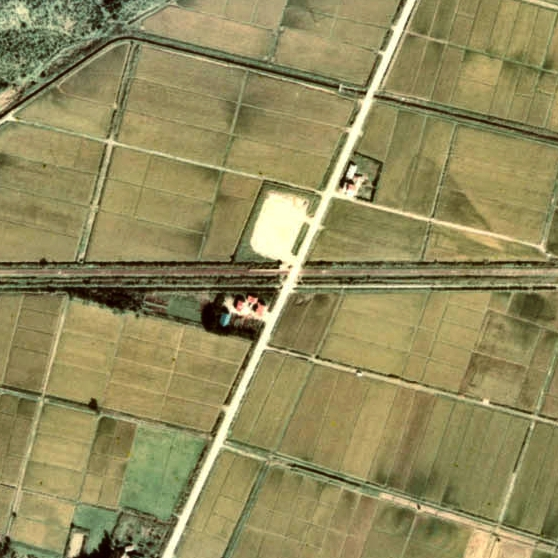
1976年の重内駅と周囲約500 m範囲。左が松前方面。

重内駅（おもないえき）は、北海道上磯郡知内町字重内にかつて存在した、北海道旅客鉄道（JR北海道）松前線の駅（廃駅）である。事務管理コードは▲141511。

## 歴史

### 年表
- 1962年（昭和37年）12月25日：日本国有鉄道（国鉄）松前線の駅として開業[1][3]。旅客のみ取り扱い[1]の無人駅[4]。
- 1987年（昭和62年）4月1日：国鉄分割民営化に伴い、日本国有鉄道から北海道旅客鉄道（JR北海道）に継承[1]。
- 1988年（昭和63年）2月1日：松前線の全線廃止に伴い、廃駅となる[1]。

### 駅名の由来
当駅が所在していた地名より。アイヌ語の「オムナイ」（川尻がふさがる川）に由来する。

## 駅構造
廃止時点で、1面1線の単式ホームを有する地上駅であった。ホームは、線路の北側（松前方面に向かって右手側）に存在した。開業以来の無人駅であり、小さな駅舎が設置されていた。

## 利用状況
- 1981年度（昭和56年度）の1日当たりの乗降客数は27人[6]。

## 駅周辺
- 国道228号
- 重内川
- 重内神社

## 駅跡
2010年（平成22年）時点で、駅跡地は更地となっていた。かつては駅舎が残存しており、畳を敷き柔道の練習に使用されていた。

## 隣の駅
北海道旅客鉄道（JR北海道）
松前線
渡島知内駅 - 重内駅 - 湯ノ里駅